# Zbór Kościoła Zielonoświątkowego „Betlejem” w Wałczu
Zbór Kościoła Zielonoświątkowego „Betlejem” w Wałczu – zbór Kościoła Zielonoświątkowego w RP znajdujący się w Wałczu, przy ulicy Wilczej 8.
Nabożeństwa odbywają się w niedzielę o godzinie 10:00 i środę o godzinie 18:00. 